# Ludwik Schweikert
Ludwik Schweikert I (ur. 10 kwietnia 1863 w Pabianicach, zm. 22 listopada 1916 w Moskwie) – chemik i fabrykant z Pabianic.
Był synem Fryderyka Wilhelma Schweikerta i Amalii z Hampelów. Jego żoną była Tonia Kreske (1867–1928), córka Adolfa i Manii Kruschów. Mieli razem trzech synów: Georga (ur. 1891), Ludwika (ur. 1896) i Kurta (ur. 1898).
Kształcił się w Wyższej Szkole Rzemieślniczej w Łodzi, po której ukończeniu rozpoczął studia na Politechnice w Zurychu, gdzie studiował chemię. Następnie odbywał praktyki za granicą. W 1889 r. odkupił fabrykę suchej destylacji drewna liściastego w Kamińsku i przeniósł ją do Pabianic, zakładając w nich przedsiębiorstwo z właścicielem zakładów graficznych w Łodzi Robertem Resigerem, o nazwie Fabryka Farb Anilinowych i Produktów Chemicznych Schweikert i Resiger. Spółka przeszła reorganizację i zmiany właścicielskie w 1896 r. Wtedy Resingera zastąpił Emanuel Fröhlich. W 1899 r. Schweikert, E. Frölich i H. Georg założyli spółkę o nazwie „Pabianickie Towarzystwo Akcyjne Przemysłu Chemicznego”, której został dyrektorem. W 1905 r. fabryka zatrudniała 175 robotników, a kapitał zakładowy firmy wynosił 750 000 rubli. 
W 1906 r. współorganizował Niemiecką Partię Liberalno-Konstytucyjną w Łodzi. Jako jej działacz, dążył do wprowadzenia nauczania języka niemieckiego w szkołach, dla mniejszości niemieckiej. W 1908 r. był współinicjatorem powstania w Łodzi Niemieckiego Gimnazjum Reformowanego, w którym objął urząd wiceprezydenta kuratorium. W latach 1911–1912 był prezesem i komendantem Straży Ogniowej w Pabianicach. Ponadto był członkiem Pabianickiego Towarzystwa Śpiewaczego oraz Rady pabianickiego Towarzystwa Wzajemnego Kredytu, a od 1914 r. pełnił urząd ławnika miejskiego w Pabianicach. 
Zmarł w 1916 r. na atak serca w Moskwie. Spoczywa na cmentarzu ewangelickim w Pabianicach.
To samo imię i nazwisko (Ludwik Schweikert) nosił również inżynier, prezes zarządu i dyrektor zarządzający łódzkiej spółki akcyjnej "Emil Eisert i Schweikert" reprezentującej przemysł pasmanteryjny.